# Heinrich Herkner

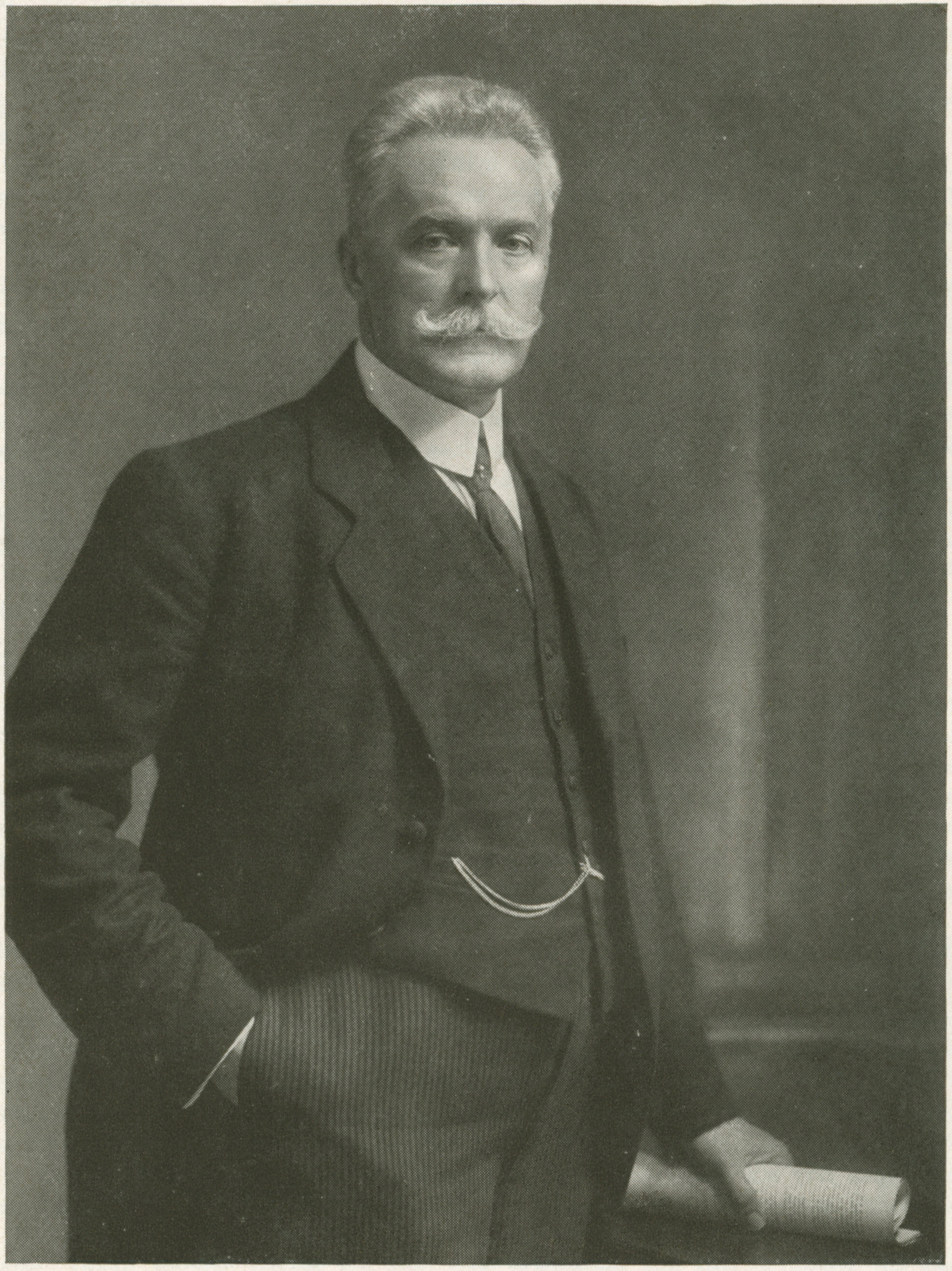
Heinrich Herkner

Heinrich Herkner (* 27. Juni 1863 in Reichenberg, Kaisertum Österreich; † 27. Mai 1932 in Berlin) war ein deutscher Nationalökonom.

## Leben und Wirken
Heinrich Herkner unterrichtete als Professor in Freiburg im Breisgau (1890–1892), Karlsruhe (1892–1898), Zürich (1898–1907), an der TH Charlottenburg (1907–1913) und schließlich ab 1913 an der Friedrich-Wilhelms-Universität Berlin. 1928 wurde er an der Technischen Hochschule Dresden ehrenpromoviert.
Herkner war Gründungsmitglied der Deutschen Gesellschaft für Soziologie (1909) und gehörte mit Max Weber, Ferdinand Tönnies und Georg Simmel ihrem ersten Vorstand an. 1920 wurde er eines der ersten zwölf Mitglieder des Vorläufigen Reichswirtschaftsrats.

## Schriften
- Die oberelsässische Baumwollenindustrie und ihre Arbeiter. Auf Grund der Thatsachen dargestellt. Verlag von Karl J. Trübner, Strassburg 1887.
- Die sociale Reform als Gebot des wirtschaftlichen Fortschrittes. Duncker & Humblot, Leipzig 1891.
- Die Arbeiterfrage. Guttentag, Berlin 1894.
- Der Kampf um das sittliche Werturteil in der Nationalökonomie. In: Schmollers Jahrbuch für Gesetzgebung, Verwaltung und Volkswirtschaft im Deutschen Reiche. 36, 1912, S. 515–555.
- Krieg und Volkswirtschaft. Heymann, Berlin 1915.
- Deutschland und Deutsch-Österreich. Hirzel, Leipzig 1919.
- Liberalismus und Nationalismus 1848–1890. Propyläen, Berlin 1930.